# Byron Castillo
Byron David Castillo Segura (ur. 10 listopada 1998 w Playas) – ekwadorski piłkarz występujący na pozycji prawego prawego obrońcy, reprezentant Ekwadoru, od 2024 roku zawodnik urugwajskiego Peñarolu.

## Kontrowersje
W 2017 roku pojawiły się spekulacje, iż jego prawdziwą narodowością jest kolumbijska i że pochodzi z Tumaco, po tym jak wyciekło kilka zarzutów, iż nie ma on obywatelstwa ekwadorskiego. Z tego względu został wykluczony z kadry Ekwadoru do lat 20., a Jaime Lara, dyrektor Federación Ecuatoriana de Fútbol, zlecił przeprowadzenie dochodzenia w celu ustalenia prawdziwej narodowości obrońcy. W styczniu 2019 Castillo został oskarżony o sfałszowanie dokumentu urodzenia, co uniemożliwiło mu występy w reprezentacji Ekwadoru. Wreszcie, w kwietniu 2021, jego obywatelstwo ekwadorskie zostało potwierdzone, po tym jak odpowiedni sędziowie odrzucili apelację Urzędu Stanu Cywilnego.
W maju 2022, po zakończeniu eliminacji do Mistrzostw Świata 2022, pojawiły się ponowne podejrzenia co do jego narodowości, a Federación de Fútbol de Chile złożyła skargę do FIFA. Chilijska federacja twierdziła, że zawodnik urodził się w kolumbijskim Tumaco, dnia 25 lipca 1995. Do Internetu wyciekł również akt urodzenia zawodnika, potwierdzający tezę Chilijczyków, według którego naprawdę nazywa się Bayron Javier Castillo Segura.

## Statystyki kariery

### Klubowe
| Klub               | Sezon              | Liga               | Liga    | Liga   | Puchar kraju | Puchar kraju | Kontynentalne | Kontynentalne | Inne    | Inne   | Suma    | Suma   |
| Klub               | Sezon              | Poziom             | Występy | Bramki | Występy      | Bramki       | Występy       | Bramki        | Występy | Bramki | Występy | Bramki |
| ------------------ | ------------------ | ------------------ | ------- | ------ | ------------ | ------------ | ------------- | ------------- | ------- | ------ | ------- | ------ |
| Norte América      | 2012               | Segunda Categoría  | 3       | 0      | —            | —            | —             | —             | —       | —      | 3       | 0      |
| Norte América      | 2013               | Segunda Categoría  | 0       | 0      | —            | —            | —             | —             | —       | —      | 0       | 0      |
| Norte América      | 2014               | Segunda Categoría  | 1       | 0      | —            | —            | —             | —             | —       | —      | 1       | 0      |
| Norte América      | Łącznie            | Łącznie            | 4       | 0      | —            | —            | —             | —             | —       | —      | 4       | 0      |
| Deportivo Azogues  | 2014               | Serie B            | 3       | 0      | —            | —            | —             | —             | —       | —      | 3       | 0      |
| Deportivo Azogues  | 2015               | Serie B            | 5       | 1      | —            | —            | —             | —             | —       | —      | 5       | 1      |
| Deportivo Azogues  | Łącznie            | Łącznie            | 8       | 1      | —            | —            | —             | —             | —       | —      | 8       | 1      |
| SD Aucas           | 2016               | Serie A            | 22      | 1      | —            | —            | 2             | 0             | —       | —      | 24      | 1      |
| Barcelona SC       | 2017               | Serie A            | 1       | 0      | —            | —            | —             | —             | —       | —      | 1       | 0      |
| Barcelona SC       | 2018               | Serie A            | 17      | 2      | —            | —            | 1             | 0             | —       | —      | 18      | 2      |
| Barcelona SC       | 2019               | Serie A            | 18      | 1      | 6            | 0            | 2             | 0             | —       | —      | 26      | 1      |
| Barcelona SC       | 2020               | Serie A            | 31      | 2      | —            | —            | 10            | 1             | —       | —      | 41      | 3      |
| Barcelona SC       | 2021               | Serie A            | 27      | 3      | —            | —            | 12            | 0             | 2       | 0      | 41      | 3      |
| Barcelona SC       | 2022               | Serie A            | 8       | 0      | —            | —            | 8             | 0             | —       | —      | 16      | 0      |
| Barcelona SC       | Łącznie            | Łącznie            | 102     | 8      | 6            | 0            | 33            | 1             | 2       | 0      | 143     | 9      |
| Łącznie w karierze | Łącznie w karierze | Łącznie w karierze | 136     | 10     | 6            | 0            | 35            | 1             | 2       | 0      | 179     | 11     |

### Reprezentacyjne
| Reprezentacja | Rok     | Występy | Bramki |
| ------------- | ------- | ------- | ------ |
| Ekwador       | 2021    | 6       | 0      |
| Ekwador       | 2022    | 2       | 0      |
| Łącznie       | Łącznie | 8       | 0      |

## Sukcesy

### Klubowe
Barcelona SC
- Mistrzostwo Ekwadoru: 2020

### Indywidualne
- Ekwadorski piłkarz roku: 2021